# Pallavolo Scandicci
Pallavolo Scandicci – włoski żeński klub siatkarski powstały w 2012 w Scandicci. Klub od sezonu 2014/2015 występuje w Serie A1, gdyż wykupił miejsce klubu IHF Volley Frosinone, który zrezygnował z udziału w rozgrywkach.

## Sukcesy
Puchar Challenge:
- 2022[2]

Puchar CEV:
- 2023[3]

Serie A1:
- 2024[4]

Liga Mistrzyń:
- 2025[5]

## Bilans sezon po sezonie
- Sezon 2019/2020 we Włoszech został przerwany z powodu rozprzestrzenia się koronawirusa

| Sezon     | Rozgrywki ligowe | Rozgrywki ligowe | Puchar Włoch | Europejskie puchary | Europejskie puchary   |
| Sezon     | Poziom           | Miejsce          | Puchar Włoch | Rozgrywki klubowe   | Osiągnięcie           |
| --------- | ---------------- | ---------------- | ------------ | ------------------- | --------------------- |
| 2012/2013 | Serie B1         | 1. miejsce       |              |                     |                       |
| 2013/2014 | Serie A2         | 5. miejsce       |              |                     |                       |
| 2014/2015 | Serie A1         | 9. miejsce       |              |                     |                       |
| 2015/2016 | Serie A1         | 7. miejsce       | ćwierćfinał  |                     |                       |
| 2016/2017 | Serie A1         | 6. miejsce       | półfinał     |                     |                       |
| 2017/2018 | Serie A1         | 3. miejsce       | ćwierćfinał  |                     |                       |
| 2018/2019 | Serie A1         | 3. miejsce       | półfinał     | Liga Mistrzyń       | ćwierćfinał           |
| 2019/2020 | Serie A1         | —                | półfinał     | Liga Mistrzyń       | awans do ćwierćfinału |
| 2020/2021 | Serie A1         | 5. miejsce       | ćwierćfinał  | Liga Mistrzyń       | ćwierćfinał           |
| 2021/2022 | Serie A1         | 4. miejsce       | ćwierćfinał  | Puchar Challenge    | 1. miejsce            |
| 2022/2023 | Serie A1         | 3. miejsce       | ćwierćfinał  | Puchar CEV          | 1. miejsce            |
| 2023/2024 | Serie A1         | 2. miejsce       | półfinał     | Liga Mistrzyń       | ćwierćfinał           |
| 2024/2025 | Serie A1         | 3. miejsce       | półfinał     | Liga Mistrzyń       | 2. miejsce            |

Poziom rozgrywek:
     pierwszy, najwyższy ogólnokrajowy
     drugi
     trzeci
     czwarty
     piąty

## Trenerzy
| Sezon     | W klubie      | Imię i nazwisko     |
| --------- | ------------- | ------------------- |
| 2014/2015 |               | Massimo Bellano     |
| 2015/2016 | do 23.02.2016 | Massimo Bellano     |
| 2015/2016 | od 23.02.2016 | Mauro Chiappafreddo |
| 2016/2017 | do 31.01.2017 | Mauro Chiappafreddo |
| 2016/2017 | od 31.01.2017 | Alessandro Beltrami |
| 2017/2018 |               | Carlo Parisi        |
| 2018/2019 |               | Carlo Parisi        |
| 2019/2020 | do 09.01.2020 | Marco Mencarelli    |
| 2019/2020 | od 10.01.2020 | Luca Cristofani     |
| 2020/2021 |               | Massimo Barbolini   |
| 2021/2022 |               | Massimo Barbolini   |
| 2022/2023 |               | Massimo Barbolini   |
| 2023/2024 |               | Massimo Barbolini   |
| 2024/2025 | do 14.10.2024 | Stéphane Antiga     |
| 2024/2025 | od 15.10.2024 | Marco Gaspari       |

## Polki w klubie
| Sezon                     | Imię i nazwisko      |
| ------------------------- | -------------------- |
| 2013/2014                 | Iga Chojnacka        |
| 2019/2020                 | Agnieszka Kąkolewska |
| 2019/2020                 | Magdalena Stysiak    |
| 2020/2021                 | Magdalena Stysiak    |
| 2023/2024 (od 21.03.2024) | Pola Nowakowska      |

## Kadra

### Sezon 2025/2026[18]
| Nr                        | Imię i nazwisko     | Data ur. | Wzrost | Pozycja               |
| ------------------------- | ------------------- | -------- | ------ | --------------------- |
| 3                         | Manuela Ribechi     | 2004     | 172    | libero                |
| 5                         | Brenda Castillo     | 1992     | 167    | libero                |
| 6                         | Lindsey Ruddins     | 1997     | 188    | przyjmująca/atakująca |
| 8                         | Giulia Mancini      | 1998     | 183    | środkowa              |
| 10                        | Maja Ognjenović     | 1984     | 183    | rozgrywająca          |
| 13                        | Emma Graziani       | 2002     | 193    | środkowa              |
| 14                        | Linda Nwakalor      | 2002     | 187    | środkowa              |
| 17                        | Ekaterina Antropova | 2003     | 202    | atakująca             |
| Potwierdzone transfery    |                     |          |        |                       |
|                           | Avery Skinner       | 1999     | 186    | przyjmująca           |
|                           | Sarah Franklin      | 2002     | 193    | przyjmująca           |
|                           | Caterina Bosetti    | 1994     | 180    | przyjmująca           |
| Niepotwierdzone transfery |                     |          |        |                       |
|                           | Camilla Weitzel     | 2000     | 195    | środkowa              |
|                           | Marta Bechis        | 1989     | 181    | rozgrywająca          |
|                           | Gaia Traballi       | 1997     | 183    | przyjmująca           |

### Sezon 2024/2025
| Nr | Imię i nazwisko                               | Data ur. | Wzrost | Pozycja      |
| -- | --------------------------------------------- | -------- | ------ | ------------ |
| 3  | Manuela Ribechi (od 17.12.2024)               | 2004     | 172    | libero       |
| 4  | Britt Herbots                                 | 1999     | 182    | przyjmująca  |
| 5  | Brenda Castillo                               | 1992     | 167    | libero       |
| 6  | Lindsey Ruddins                               | 1997     | 188    | przyjmująca  |
| 7  | Anna Kotikowa                                 | 1999     | 186    | przyjmująca  |
| 8  | Giulia Mancini (od 17.12.2024)                | 1998     | 183    | środkowa     |
| 10 | Maja Ognjenović                               | 1984     | 183    | rozgrywająca |
| 11 | Beatrice Parrocchiale                         | 1995     | 167    | libero       |
| 12 | Kara Bajema                                   | 1998     | 188    | przyjmująca  |
| 13 | Emma Graziani                                 | 2002     | 193    | środkowa     |
| 14 | Linda Nwakalor                                | 2002     | 187    | środkowa     |
| 15 | Ana Carolina da Silva                         | 1991     | 183    | środkowa     |
| 16 | Indy Baijens (do 17.12.2024)                  | 2001     | 193    | środkowa     |
| 17 | Ekaterina Antropova                           | 2003     | 202    | atakująca    |
| 18 | Camilla Mingardi                              | 1997     | 186    | atakująca    |
| 21 | Gloria Argentina Ung Enriquez (od 24.01.2025) | 2002     | 181    | rozgrywająca |
| 23 | Giulia Gennari                                | 1996     | 184    | rozgrywająca |

### Sezon 2023/2024
| Nr | Imię i nazwisko                       | Data ur. | Wzrost | Pozycja            |
| -- | ------------------------------------- | -------- | ------ | ------------------ |
| 2  | Sara Alberti                          | 1993     | 185    | środkowa           |
| 3  | Britt Herbots                         | 1999     | 182    | przyjmująca        |
| 4  | Zhu Ting                              | 1994     | 198    | przyjmująca        |
| 6  | Lindsey Ruddins                       | 1997     | 188    | przyjmująca        |
| 7  | Isabella Di Iulio                     | 1991     | 175    | rozgrywająca       |
| 8  | Enrica Merlo                          | 1988     | 170    | libero             |
| 9  | Francesca Villani                     | 1995     | 187    | przyjmująca        |
| 10 | Maja Ognjenović                       | 1984     | 183    | rozgrywająca       |
| 11 | Beatrice Parrocchiale (od 07.11.2023) | 1995     | 167    | libero             |
| 13 | Martina Armini                        | 2002     | 175    | libero             |
| 14 | Linda Nwakalor                        | 2002     | 187    | środkowa           |
| 15 | Haleigh Washington                    | 1995     | 192    | środkowa           |
| 16 | Ana Carolina da Silva                 | 1991     | 183    | środkowa           |
| 17 | Ekaterina Antropova                   | 2003     | 202    | atakująca          |
| 18 | Bintu Diop                            | 2002     | 194    | atakująca          |
| 19 | Pola Nowakowska (od 21.03.2024)       | 1996     | 181    | przyjmująca/libero |
| 20 | Alice Gay                             | 2002     | 165    | libero             |

### Sezon 2022/2023
| Nr | Imię i nazwisko                | Data ur. | Wzrost | Pozycja      |
| -- | ------------------------------ | -------- | ------ | ------------ |
| 1  | Indre Sorokaitė                | 1988     | 186    | przyjmująca  |
| 2  | Sara Alberti                   | 1993     | 185    | środkowa     |
| 3  | Yvon Beliën                    | 1993     | 188    | środkowa     |
| 4  | Zhu Ting                       | 1994     | 198    | przyjmująca  |
| 5  | Ofelia Malinov (do 09.01.2023) | 1996     | 183    | rozgrywająca |
| 7  | Elena Pietrini                 | 2000     | 186    | przyjmująca  |
| 8  | Enrica Merlo                   | 1988     | 170    | libero       |
| 9  | Camilla Mingardi               | 1997     | 186    | atakująca    |
| 10 | Yao Di (od 11.01.2023)         | 1992     | 182    | rozgrywająca |
| 11 | Jana Szczerbań                 | 1989     | 188    | przyjmująca  |
| 12 | Veronica Angeloni              | 1986     | 186    | przyjmująca  |
| 13 | Ludovica Guidi                 | 1992     | 185    | środkowa     |
| 15 | Haleigh Washington             | 1995     | 192    | środkowa     |
| 17 | Ekaterina Antropova            | 2003     | 202    | atakująca    |
| 28 | Brenda Castillo                | 1992     | 167    | libero       |
| 77 | Isabella Di Iulio              | 1991     | 175    | rozgrywająca |

### Sezon 2021/2022
| Nr | Imię i nazwisko                   | Data ur. | Wzrost | Pozycja      |
| -- | --------------------------------- | -------- | ------ | ------------ |
| 1  | Veronica Angeloni                 | 1986     | 186    | przyjmująca  |
| 2  | Sara Alberti                      | 1993     | 185    | środkowa     |
| 3  | Ana Beatriz Corrêa                | 1992     | 188    | środkowa     |
| 4  | Noemi Moschettini (od 26.12.2021) | 2003     | 185    | rozgrywająca |
| 5  | Ofelia Malinov                    | 1996     | 183    | rozgrywająca |
| 6  | Francesca Napodano                | 1999     | 176    | libero       |
| 7  | Elena Pietrini                    | 2000     | 186    | przyjmująca  |
| 8  | Enrica Merlo                      | 1988     | 170    | libero       |
| 9  | Marina Lubian                     | 2000     | 195    | środkowa     |
| 10 | Natália Pereira                   | 1989     | 183    | przyjmująca  |
| 11 | Louisa Lippmann                   | 1994     | 191    | atakująca    |
| 12 | Hanna Orthmann (do 16.01.2022)    | 1998     | 185    | przyjmująca  |
| 13 | Nikol Milanowa (do 16.12.2021)    | 2002     | 186    | rozgrywająca |
| 16 | Benedetta Bartolini               | 1999     | 185    | środkowa     |
| 17 | Ekaterina Antropova               | 2003     | 202    | atakująca    |
| 18 | Letizia Camera                    | 1992     | 175    | rozgrywająca |
| 19 | Indre Sorokaitė (od 17.01.2022)   | 1988     | 186    | przyjmująca  |
| 24 | Brenda Castillo                   | 1992     | 167    | libero       |

### Sezon 2020/2021
| Nr | Imię i nazwisko                | Data ur. | Wzrost | Pozycja      |
| -- | ------------------------------ | -------- | ------ | ------------ |
| 3  | Magdalena Stysiak              | 2000     | 203    | atakująca    |
| 4  | Ofelia Malinov                 | 1996     | 183    | rozgrywająca |
| 5  | Mina Popović                   | 1994     | 198    | środkowa     |
| 6  | Srna Marković                  | 1996     | 184    | przyjmująca  |
| 7  | Elena Pietrini                 | 2000     | 186    | przyjmująca  |
| 8  | Enrica Merlo                   | 1988     | 170    | libero       |
| 9  | Marina Lubian                  | 2000     | 195    | środkowa     |
| 10 | Luna Carocci                   | 1988     | 174    | libero       |
| 11 | Agnese Cecconello              | 1996     | 188    | środkowa     |
| 12 | Martina Šamadan                | 1993     | 193    | środkowa     |
| 13 | Kimberly Drewniok              | 1997     | 188    | atakująca    |
| 14 | Elica Wasilewa (od 07.12.2020) | 1990     | 194    | przyjmująca  |
| 16 | Lucia Bosetti                  | 1989     | 175    | przyjmująca  |
| 17 | Megan Courtney                 | 1993     | 186    | przyjmująca  |
| 18 | Letizia Camera                 | 1992     | 175    | rozgrywająca |

### Sezon 2019/2020
| Nr | Imię i nazwisko                   | Data ur. | Wzrost | Pozycja      |
| -- | --------------------------------- | -------- | ------ | ------------ |
| 1  | Giulia Carraro                    | 1994     | 175    | rozgrywająca |
| 2  | Samantha Bricio                   | 1994     | 188    | przyjmująca  |
| 3  | Magdalena Stysiak                 | 2000     | 203    | atakująca    |
| 4  | Ofelia Malinov                    | 1996     | 183    | rozgrywająca |
| 5  | Adenizia (do 17.01.2020)          | 1986     | 187    | środkowa     |
| 6  | Agnieszka Kąkolewska              | 1994     | 199    | środkowa     |
| 7  | Elena Pietrini                    | 2000     | 186    | przyjmująca  |
| 8  | Enrica Merlo                      | 1988     | 170    | libero       |
| 9  | Marina Lubian                     | 2000     | 195    | środkowa     |
| 10 | Lonneke Slöetjes                  | 1990     | 192    | atakująca    |
| 11 | Paola Cardullo                    | 1982     | 162    | libero       |
| 12 | Beatrice Molinaro                 | 1995     | 190    | środkowa     |
| 14 | Alexa Gray (od 16.01.2020)        | 1994     | 185    | przyjmująca  |
| 15 | Jovana Stevanović                 | 1992     | 190    | środkowa     |
| 16 | Lucia Bosetti                     | 1989     | 175    | przyjmująca  |
| 18 | Dayana Kosareva (od 26.01.2020)   | 1999     | 187    | przyjmująca  |
| 19 | Bojana Milenković (do 30.01.2020) | 1997     | 185    | przyjmująca  |

### Sezon 2018/2019
| Nr | Imię i nazwisko       | Data ur. | Wzrost | Pozycja      |
| -- | --------------------- | -------- | ------ | ------------ |
| 1  | Federica Mastrodicasa | 1988     | 182    | środkowa     |
| 3  | Veronica Bisconti     | 1991     | 172    | libero       |
| 4  | Ofelia Malinov        | 1996     | 183    | rozgrywająca |
| 5  | Adenizia              | 1986     | 187    | środkowa     |
| 7  | Annie Mitchem         | 1994     | 192    | przyjmująca  |
| 8  | Enrica Merlo          | 1988     | 170    | libero       |
| 9  | Valeria Papa          | 1989     | 183    | przyjmująca  |
| 11 | Isabelle Haak         | 1999     | 194    | atakująca    |
| 12 | Alessia Mazzaro       | 1998     | 184    | środkowa     |
| 13 | Valentina Zago        | 1986     | 186    | atakująca    |
| 14 | Valeria Caracuta      | 1987     | 173    | rozgrywająca |
| 16 | Lucia Bosetti         | 1989     | 175    | przyjmująca  |
| 15 | Jovana Stevanović     | 1992     | 190    | środkowa     |
| 18 | Elica Wasilewa        | 1990     | 194    | przyjmująca  |
| 19 | Bojana Milenković     | 1997     | 185    | przyjmująca  |
| 20 | Tatjana Koszelewa     | 1988     | 191    | przyjmująca  |

### Sezon 2017/2018
| Nr | Imię i nazwisko      | Data ur. | Wzrost | Pozycja      |
| -- | -------------------- | -------- | ------ | ------------ |
| 1  | Lauren Carlini       | 1995     | 185    | rozgrywająca |
| 3  | Yelizaveta Səmədova  | 1995     | 185    | przyjmująca  |
| 4  | Marika Bianchini     | 1993     | 178    | atakująca    |
| 5  | Adenizia             | 1986     | 187    | środkowa     |
| 7  | Isabella Di Iulio    | 1991     | 175    | rozgrywająca |
| 8  | Enrica Merlo         | 1988     | 170    | libero       |
| 9  | Valeria Papa         | 1989     | 183    | przyjmująca  |
| 10 | Giulia Mancini       | 1998     | 184    | środkowa     |
| 11 | Isabelle Haak        | 1999     | 194    | atakująca    |
| 13 | Valentina Arrighetti | 1985     | 189    | środkowa     |
| 16 | Lucia Bosetti        | 1989     | 175    | przyjmująca  |
| 17 | Martina Ferrara      | 1999     | 168    | libero       |
| 18 | Bethania de la Cruz  | 1987     | 188    | przyjmująca  |

### Sezon 2016/2017

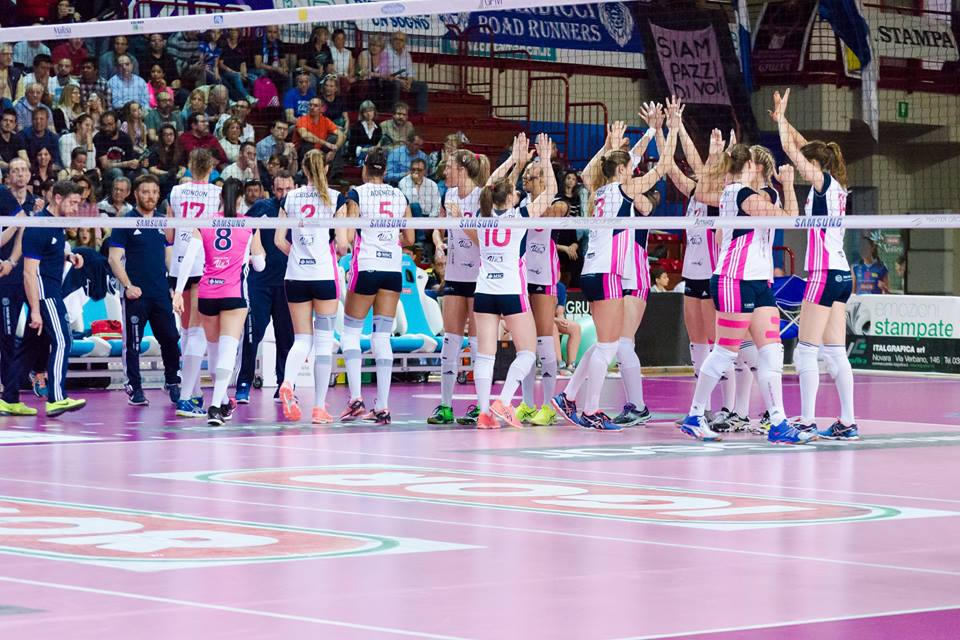
Zawodniczki Savino Del Bene Scandicci w sezonie 2016/2017

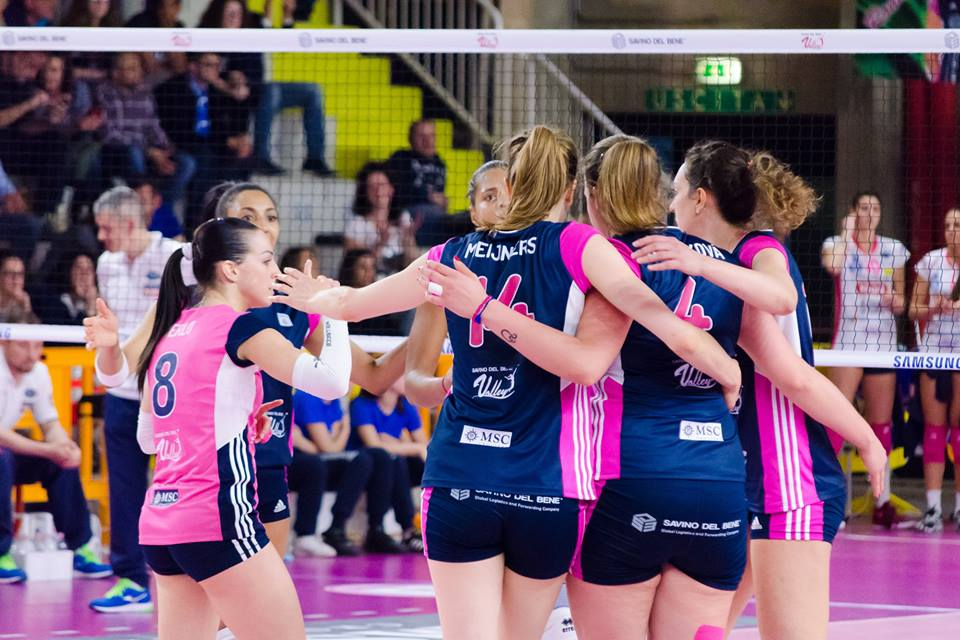
Zawodniczki Savino Del Bene Scandicci w sezonie 2016/2017

| Nr | Imię i nazwisko      | Data ur. | Wzrost | Pozycja      |
| -- | -------------------- | -------- | ------ | ------------ |
| 1  | Luisa Casillo        | 1988     | 188    | środkowa     |
| 2  | Lucia Crisanti       | 1986     | 187    | środkowa     |
| 3  | Valentina Zago       | 1986     | 186    | atakująca    |
| 4  | Aneta Havlíčková     | 1987     | 190    | atakująca    |
| 5  | Adenizia             | 1986     | 187    | środkowa     |
| 7  | Sara Loda            | 1990     | 178    | przyjmująca  |
| 8  | Enrica Merlo         | 1988     | 170    | libero       |
| 9  | Áurea Cruz           | 1982     | 182    | przyjmująca  |
| 10 | Alice Giampietri     | 1995     | 171    | libero       |
| 12 | Chiara Scacchetti    | 1995     | 180    | rozgrywająca |
| 13 | Valentina Arrighetti | 1985     | 189    | środkowa     |
| 14 | Floortje Meijners    | 1987     | 192    | przyjmująca  |
| 17 | Giulia Rondon        | 1987     | 189    | rozgrywająca |

### Sezon 2015/2016

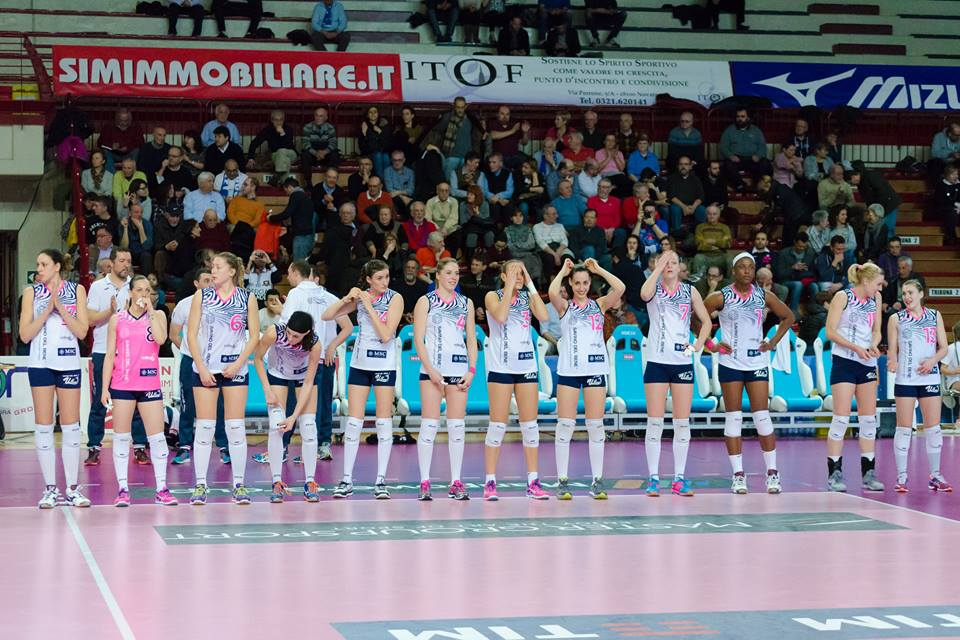
Zawodniczki Savino Del Bene Scandicci w sezonie 2015/2016

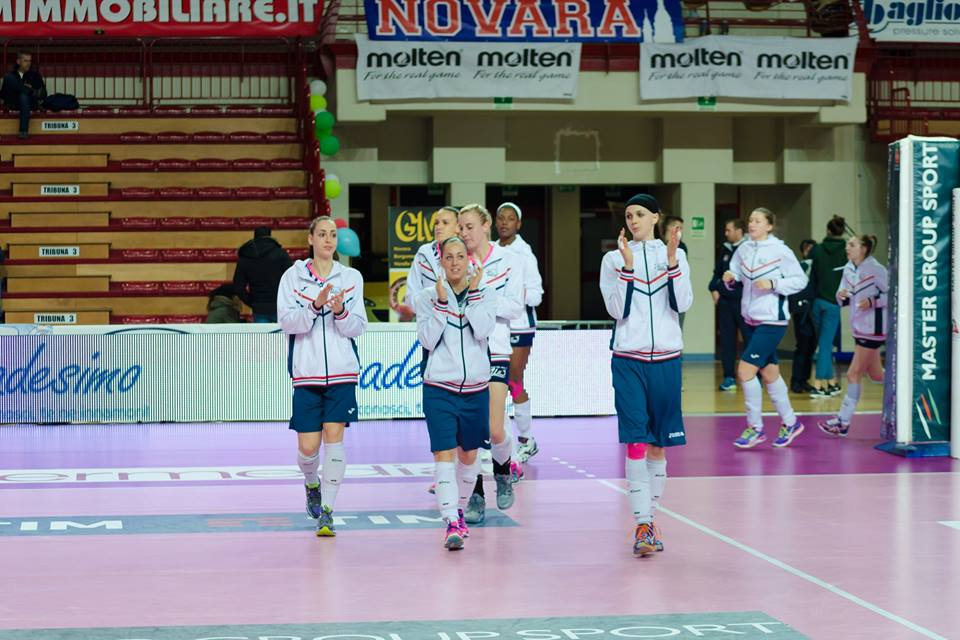
Zawodniczki Savino Del Bene Scandicci w sezonie 2015/2016

| Nr | Imię i nazwisko       | Data ur. | Wzrost | Pozycja               |
| -- | --------------------- | -------- | ------ | --------------------- |
| 1  | Cándida Arias         | 1992     | 191    | środkowa              |
| 2  | Federica Stufi        | 1988     | 186    | środkowa              |
| 3  | Sara Alberti          | 1993     | 185    | środkowa              |
| 4  | Sara Loda             | 1990     | 178    | przyjmująca           |
| 5  | Silvia Lotti          | 1992     | 188    | przyjmująca           |
| 6  | Valentina Fiorin      | 1984     | 187    | przyjmująca           |
| 7  | Judith Pietersen      | 1989     | 188    | przyjmująca/atakująca |
| 8  | Enrica Merlo          | 1988     | 170    | libero                |
| 11 | Bahar Toksoy Guidetti | 1988     | 188    | środkowa              |
| 12 | Chiara Scacchetti     | 1995     | 180    | rozgrywająca          |
| 13 | Alice Giampietri      | 1995     | 171    | libero                |
| 14 | Emilija Nikołowa      | 1991     | 187    | atakująca             |
| 17 | Giulia Rondon         | 1987     | 189    | rozgrywająca          |

### Sezon 2014/2015

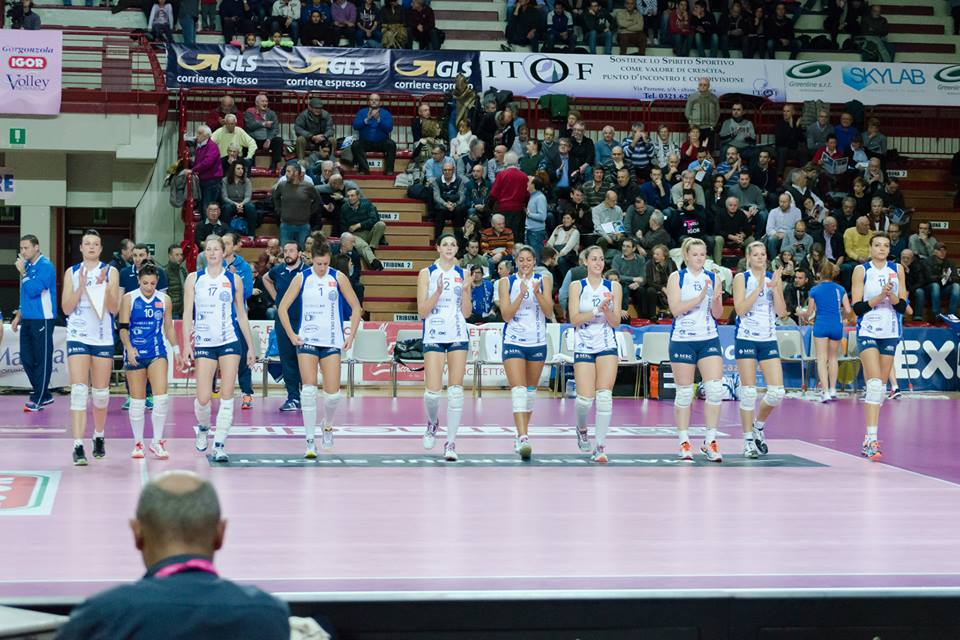
Zawodniczki Savino Del Bene Scandicci w sezonie 2014/2015

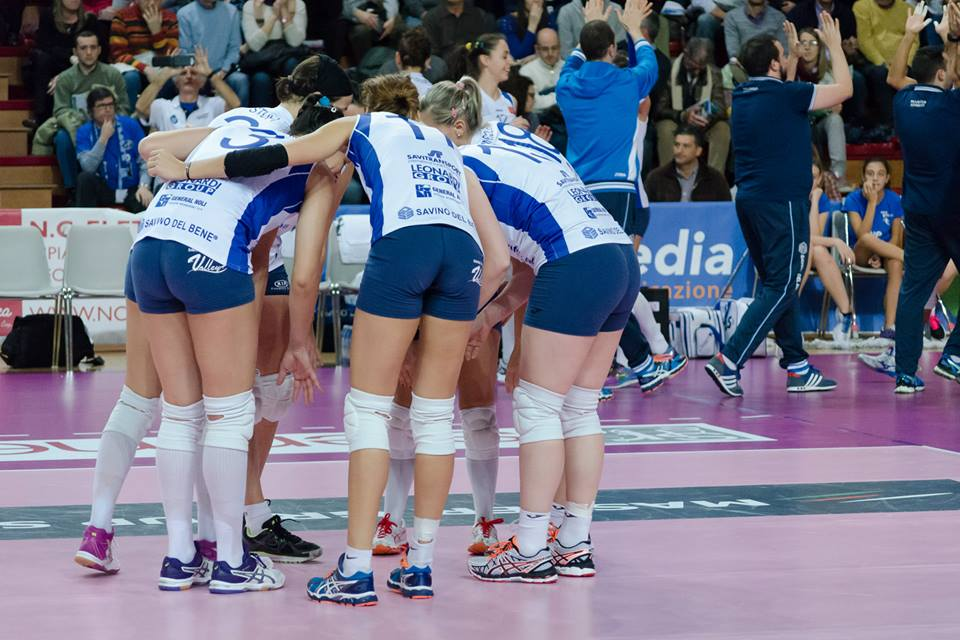
Zawodniczki Savino Del Bene Scandicci w sezonie 2014/2015

| Nr | Imię i nazwisko     | Data ur. | Wzrost | Pozycja               |
| -- | ------------------- | -------- | ------ | --------------------- |
| 1  | Elena Perinelli     | 1995     | 182    | przyjmująca/atakująca |
| 2  | Federica Stufi      | 1988     | 186    | środkowa              |
| 3  | Ilaria Garzaro      | 1986     | 189    | środkowa              |
| 4  | Tina Lipicer-Samec  | 1979     | 184    | przyjmująca           |
| 7  | Senna Ušić-Jogunica | 1986     | 192    | przyjmująca           |
| 8  | Silvia Lussana      | 1988     | 169    | libero                |
| 9  | Giusy Astarita      | 1988     | 183    | przyjmująca           |
| 10 | Jole Ruzzini        | 1984     | 162    | libero                |
| 11 | Daiana Mureșan      | 1990     | 191    | przyjmująca/atakująca |
| 12 | Chiara Scacchetti   | 1995     | 180    | rozgrywająca          |
| 13 | Tereza Vanžurová    | 1991     | 186    | przyjmująca           |
| 17 | Sara Menghi         | 1983     | 183    | środkowa              |
| 18 | Pavla Vincourová    | 1992     | 182    | rozgrywająca          |

### Sezon 2013/2014
- 1.  Marilyn Strobbe
- 2.  Barbara Bacciottini
- 3.  Valentina Rania
- 4.  Silvia De Fonzo
- 5.  Caterina Fanzini
- 7.  Fiamma Mazzini
- 8.  Silvia Lussana
- 9.  Ottavia Agresti
- 10. Iga Chojnacka
- 11. Emanuela Fiore
- 11. Deborah van Daelen
- 12. Stefania Corna
- 14. Serena Moneta
- 16. Veronica Taborelli
- 18. Chiara Lapi